# Hahn (Fahrradmarke)
Die Firma Hahn bzw. Fahrrad-Handlung Emil Hahn war ein Großhändler und Hersteller von Fahrrädern in Backnang, Baden-Württemberg.

## Geschichte
Gegründet wurde der Betrieb zwischen 1887 und 1888 von Christian Hahn als Einzelhandelsgeschäft. Spätere Verweise beziehen sich dann stets auf 1888 als Gründungsjahr.
Der Geschäftsinhalt war in den ersten Jahren der Vertrieb von Haushaltsgegenständen, insbesondere von Nähmaschinen und Besatzartikeln fü+r die Schneiderei. Jedoch befanden sich wohl auch recht früh Fahrräder im Angebot. Beim Übergang auf den Sohn und späteren Namensgeber, Emil Hahn, im Jahr 1919 firmierte das Unternehmen als Nähmaschinen- und Fahrradgeschäft. Ab diesem Zeitpunkt führte das Unternehmen den Namen „Emil Hahn“. Insbesondere ab 1924 betätigte man sich dann hauptsächlich als Fahrradgroßhändler. In dieser Funktion kaufte Hahn verschiedene Markennamen auf und ließ von da an auch Fahrräder produzieren. Auch Motorräder der Marken NSU und Wanderer wurden verkauft.
Nach dem Zweiten Weltkrieg erholte sich das Unternehmen und setzte den Vertrieb und die Produktion von Fahrrädern fort. Zunehmende internationale Konkurrenz und der damit einhergehende Preisdruck sorgten aber schlussendlich dafür, dass 1996 das letzte Fahrrad der Marke Hahn gebaut wurde.

## Ehemals zu Hahn gehörende Fahrradmarken
- Hahn bzw. Hahn Original
- Dabera (ab 1930)
- Diavolo (ab 1928)
- EHB
- Puma (ab 1930)
- Rekord
- Tempestas
- Terra (ab 1933)